# Доклеја
Доклеја (лат. Doclea, касније названа Дукља) или Диоклеја (лат. Dioclea), била је древни антички и раносредњовјековни град, који се налазио у близини данашње Подгорице, на ушћу Зете у Морачу. Град је настао на подручју илирског племена Доклеата, а током раног раздобља римске власти припадао је провинцији Далмацији. У каснијим временима, Доклеја је била један од најзначајнијих градова у позноримској и рановизантијској провинцији Превалис. Остаци града представљају један од најважнијих археолошких локалитета на подручју Црне Горе.

## Етимологија
Иако се назив града доводи несумњиву у везу са именом илирског племена Доклеата (грч. Δοκλεαται), у науци још увек није ријешено питање о природи те везе, тако да поједини истраживачи сматрају да је град добио име по племену, док други држе да је племе добило име према граду. Назив града се први пут помиње у 2. вијеку, код Клаудија Птолемеја, као Доклеја (грч. Δóκλεα), док се као Диоклеја помиње у „Епитоми” Аурелија Виктора из 4. вијека. Са називом града се у везу доводи и име цара Диоклецијана (284-305), за кога се претпоставља да је породичним поријеклом био повезан са тим крајем. Под именом Диоклеја помиње се код Константина Порфирогенита у 10. вијеку. Из латинских и грчких облика изведен је и каснији словенски облик Дукља.

## Географски положај
Град је са три стране ограничен ријекама. Лежи на саставу Мораче и Зете, као и изнад ушћа Ширалије у Зету. У близини Доклеје пролазила је значајна римска комуникација: пут од Скадра, преко Bersumnuma, односно Berziminiuma (стара средњовјековна Рибница, касније Подгорица) до Нероне.

## Историја
Доклеја се у појединим римским изворима помиње и као главни град провинције Превалис. Дио ове провинције се управо по том граду називао Диоклитија (Dioclitia). Не зна се како је и када Дукља опустјела. Константин Порфирогенит је спомиње као напуштене рушевине. Кад су Османлије почеле 1474. ширити Подгорицу, средњовјековну Рибницу, употријебили су за градске бедеме и куће камење са рушевина Дукље. О некадашњем њеном сјају свједоче остаци масивних зидова у облику паралелограма, трагови моста преко Мораче, многи стубови, рушевине једне палате или храма, који околни становници зову „царски двор”, многи саркофази са басрељефом и многе надгробне плоче с латинским натписима. У њој је нађено много новца, понеки златни, већином из 2. и 3. вијека.
Према каснијој традицији, која је забиљежена током средњег вијека, постанак града се повезује са римским царем Диоклецијаном (284-305), који је наводно био родом из овог мјеста, па му се у неким средњовјековним изворима приписује и оснивање самог града, који је наводно добио име управо по цару, што је нетачно, пошто је постојање града посвједочено знатно раније, а и сам назив града се у наративним изворима помиње већ у 2. вијеку.
У позном римском периоду Доклеја је била најзначајнији урбани центар на територији данашње Црне Горе. У првом времену римске владавине (провинција Илирик, касније провинција Далмација) прије оснивања провинције Превалис, у овај град су у мањем броју досељавани ислужени ветерани из римских легија, рјеђе Италици који су насељавали приморска мјеста (Рисан, Бигова, Будву и Улцињ), па исти није имао статус колоније. Наиме, имао је одређену самосталност, као центар илирског племена Доклеата. Са карактеристиком муниципија се помиње од времена Флавијеваца (владавине Веспазијана). Стога је у Доклеји често гентилно име било — Флавији (Flavii), а као женски кономен често је име Тертула (Tertulla), које је носила жена императора Тита и баба императора Веспазијана.
Са оснивањем провинције Превалис, град је постао њен центар, мада је на сеоском подручју око града романизација била веома слаба.

## Археологија
Мада је својим природним положајем заштићена ријекама са три стране, Доклеја је била опасана бедемима, дебљине од 2–2,30 метара, прилагођеним конфигурацији терена. Основа му је издужени неправилни многоугаоник. Најјачи бедем је био на источној страни. На сјеверној страни су још увијек видљиво више остатака кула, а изнад ушћа Ширалије налазио се бастион. Широка градска улица „via principalis”, на којој се налазио свечани славолук, ишла је правцем сјеверозапад-југоисток. На средини града сјекла се са другом главном улицом. Према Ширалији се налазила западна капија. На другом крају, према Морачи, налазила се јужна капија и мост преко ријеке. Око западне капије, преграђене у 3. вијеку, пронађени су сви остаци царских натписа. У граду су се, између осталог, поред форума налазиле типично римске зграде — палате, купатило (терме), просторија за гимнастичке игре (palastra) као и два храма. У базилици су нађени трагови мозаичког пода.
Град се водом снабдијевао са извора Цијевне, преко водовода, који је изнад ријеке Рибнице пролазио аквадуктом. Дјелимично се другим системом водовода снабдијевао водом и са брада Лисе.
Дукља је нестручно ископавана у 19. веку, књаз Никола је наводно поклонио град најстаријем унучету Јелени. Пронађени предмети су се могли купити, књаз је пренео мермерне стубове на своје добро на Крушевцу.

## Градско уређење

### (главни чиновници)
Вршили су управно-правне, финансијске, па и дјелимично судске послове. Посебни duumviri су обављали послове ревизије спискова грађана муниципија, сваке пете године.

### Бенефицијарији
У Доклеји је постојао мали број војних службеника, а сачуван је натпис о двојици ових официра из легије II Adriutix.

## Епиграфика
На подручју античке Дукље пронађени су бројни натписи, од којих је већина на латинском, а мањи дио и на грчком језику.
Из римског периода, у Доклеји су остале забељежене поједине угледне породице Флавија, Епидеја и Касија: Тита Флавија Веркунда, duumvira, Марка Флавија Фронтона, duumvira (којем је подигнута и једна статуа од бронзе, а које су биле редовно подизане у част појединих заслужних грађана), Флавије Епидијан, Тит Касије Валерије Епидијан, а помињу се и породице Јулији, Клаудији, Корнелији, Аурелији, Силвији, Верији, Новоји, Елији, Бебији и Лицинији.
Домаћа илирска имена су прилично ријетка на натписима, а грчка су посвједочена на неколико натписа (Еутицес, Ирена, Олимпија...) Постојање робова и ослобођеника потврђује неколико натписа.
Натписима су потврђени култови: Јупитера (Iupiter Optimus и Iuppiter Cohortalis), Либера, Венере, Домна и Домне, мјесног генија (Genius loci) и свих богова и богиња (dei deaque omnes).

## Црквено уређење
Археолошки остаци разних црквених грађевина у античкој Дукљи свједоче да је тај град већ од 4. вијека био значајан хришћански центар, а вјероватно и сједиште епископа, што је и потврђено у изворима из нешто познијег периода. Пошто је сједиште провинцијске управе било у Скадру, тамошњи епископ је уједно био и митрополит над свим епископима у Превалитани, али у науци је указано и на могућност да је сједиште Превалитанске митрополије у неком периоду могло бити и у Диоклеји, чему би у прилог ишла и репрезентативност црквених грађевина у том граду.
До значајних промјена у црквеном уређењу дошло је за вријеме владавине цара Јустинијана I (527–565), када је створена нова Архиепископија Јустинијана Прима, са сједиштем у истоименом граду (локалитет Царичин град, код данашњег Лебана у Србији). Тој архиепископији је приликом оснивања (535) додјељена црквена надлежност над неколико покрајина, међу којима је била и Превалитана, тако да је скадарски митрополит са својим епископима, укључујући и дукљанског, од тада био под јурисдикцијом архиепископа Прве Јустинијане.
Почетком 7. вијека, усљед разорних упада Авара и Словена, пострадале су и древне епископије у градовима широм Превалитане, укључујући и античку Дукљу, што је довело до пропасти древне Дукљанске епископије, која је обновљена знатно касније, тек након поновног јачања византијске власти и ширења Драчке теме према областима некадашње Превалитане у 10. веку. Упоредо са тим процесом, ширила се и надлежност православне Драчке митрополије, под чијом се јурисдикцијом у то вријеме налазила и обновљена Дукљанска епископија.

## Занимљивости
За надбискупа барског и примаса Србије из 18. вијека, Вицка Змајевића, Доклеја је у српској низији (зетска равница).